# David Sobolov
David Sobolov, född 23 oktober 1964 i Windsor, Ontario, är en kandensisk skådespelare.
Sobolov har bland annat medverkat i TV-serierna Guardians of the Galaxy (2015-2019) och Visitors från 2022. Han har även medverkat i filmerna Bumblebee från 2018 och Transformers: Rise of the Beasts från 2023.

## Filmografi (i urval)
- 2015-2019: Guardians of the Galaxy
- 2018: Bumblebee
- 2022: Visitors
- 2023: Transformers: Rise of the Beasts